# Provincia de Baglán
Baglán (persa/pashto: بغلان Baġlān) es una de las treinta y cuatro provincias de Afganistán. Está ubicado al norte del país. Su capital es Puli Khumri, pero el nombre de la provincia deriva de otra gran ciudad, Baglán. Otras ciudades importantes son Andarāb, Dahaneh-ye Ġawri, Nahrīn y Pol-e Humrī. Tiene una superficie de 21.112 km², que en términos de extensión es similar a la de El Salvador. Tiene una población de 779000 habitantes.
Las ruinas de un templo de fuego del zoroastrismo, el Surkh Kotal, se localiza en Baglán.

## Organización territorial
Originalmente la provincia estaba dividida en 12 distritos, en 2005 dos distritos se subdividieron y el distrito de Baglán fue anexionado al de Baghlani Jadid.
| Distrito        | Capital | Población | Superficie | Observaciones                                           |
| --------------- | ------- | --------- | ---------- | ------------------------------------------------------- |
| Andarāb         |         |           |            | Subdividido en 2005                                     |
| Baghlani Jadid  |         |           |            |                                                         |
| Burka           |         |           |            |                                                         |
| Dahana i Ghuri  |         |           |            |                                                         |
| Dih Salah       |         |           |            | Creado en 2005 a partir del distrito de Andarāb         |
| Dushi           |         |           |            |                                                         |
| Farang Wa Gharu |         |           |            | Creado en 2005 a partir del distrito de Khost Wa Fereng |
| Guzargahi Nur   |         |           |            | Creado en 2005 a partir del distrito de Khost Wa Fereng |
| Khinjan         |         |           |            |                                                         |
| Khost Wa Fereng |         |           |            | Subdividido en 2005                                     |
| Khwaja Hijran   |         |           |            | Creado en 2005 a partir del distrito de Andarāb         |
| Nahrīn          |         |           |            |                                                         |
| Puli Hisar      |         |           |            | Creado en 2005 a partir del distrito de Andarāb         |
| Puli Khumri     |         |           |            |                                                         |
| Tala wa Barfak  |         |           |            |                                                         |